# 톰 브리보어트
톰 브리보어트(영어: Tom Brevoort)는 미국의 만화가로 마블 코믹스에서 편집자로서 일하고 있으며, 2011년부터 수석 편집자 겸 출판 총괄인으로 재직중이다.